# Sandy Simmons
Sandy Simmons ist eine US-amerikanische Schauspielerin.

## Leben
Simmons verbrachte ihre früheste Kindheit in Corpus Christi im US-Bundesstaat Texas, lebte später allerdings in den Städten Amarillo und Lubbock. Sie wuchs mit einer Schwester bei ihrem Adoptivvater Roy Simmons (†) auf, der als Sänger und Gesangsleiter bei der regionalen Kirchengemeinde tätig war. Später lernte sie ihren leiblichen Vater kennen, der Bandmusiker war. Eines dieser Lieder wurde von DJ Shadow für eines seiner eigenen Lieder verwendet, worauf ihr Vater Anspruch auf Gewinnbeteiligung erhielt.
2001 debütierte Simmons in einer Episode der Fernsehserie Allein unter Nachbarn als Schauspielerin. Erst sieben Jahre später war sie in der Rolle der Brenda in zwei Episoden der Fernsehserie The Unjust erneut als Schauspielerin zu sehen. 2013 übernahm sie als Stacy Cleaver eine der Hauptrollen im Spielfilm Meet the Cleavers – Familienfeste und andere Katastrophen. Im selben Jahr spielte sie Nebenrollen in den Filmen Scary Movie 5 und White Crack Bastard. 2015 war sie im Kurzfilm Headless zu sehen, der im selben Jahr auf dem Sundance Film Festival gezeigt wurde. Zwei Jahre später spielte sie im Film Culture of Fear mit. Nach mehrjähriger Pause vom Filmschauspiel spielte sie 2024 im Film Family Business mit.

## Filmografie (Auswahl)
- 2001: Allein unter Nachbarn (The Hughleys, Fernsehserie, Episode 4x07)
- 2008: The Unjust (Fernsehserie, 2 Episoden)
- 2013: Meet the Cleavers – Familienfeste und andere Katastrophen (Cleaver Family Reunion)
- 2013: Scary Movie 5
- 2013: White Crack Bastard
- 2015: Headless (Kurzfilm)
- 2017: Culture of Fear
- 2024: Family Business